# شکارگیر تیره
شکارگیر تیره (نام علمی: Austrogomphus bifurcatus) نام یک گونه از سرده شکارگیرها است.